# موزاكيون (زاكينثوس)
موزاكيون (Μουζάκιον) هي مدينة في زاكينثوس في مقاطعة كينتريكي إلادا في اليونان.